# Euler (cratera)

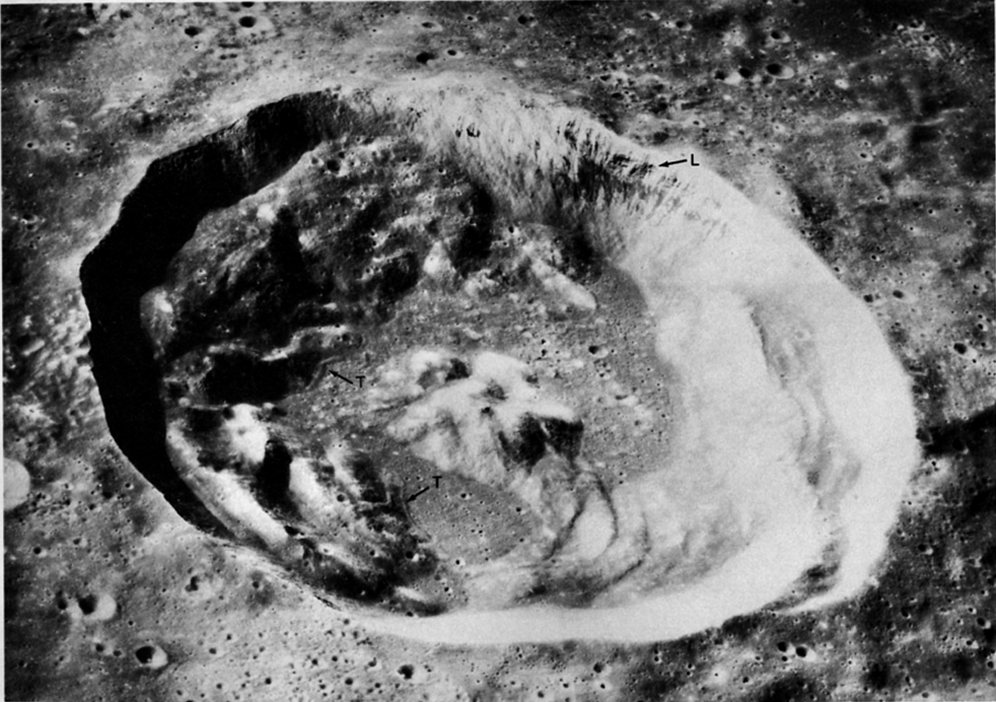
Vista oblíqua da Cratera Euler da Apollo 17 (NASA).

Euler é uma cratera de impacto lunar, localizada na metade sul do Mare Imbrium. A cerca de 210 km a és-nordeste situa-se a proeminente cratera de impacto chamada Lambert.